# Mesaphorura critica
Mesaphorura critica is een springstaartensoort uit de familie van de Tullbergiidae. De wetenschappelijke naam van de soort werd voor het eerst geldig gepubliceerd in 1976 door Ellis.